# 니콜라이 루카셴코
니콜라이 알렉산드로비치 루카셴코(러시아어: Никола́й Алекса́ндрович Лукаше́нко, 벨라루스어: Мікалай Аляксандравіч Лукашэнка, 2004년 8월 31일 ~ )는 알렉산드르 루카셴코 벨라루스 대통령의 막내 아들이다. 